# 认知科学
認知科學，是一門研究訊息如何在大腦中形成以及轉錄過程的跨領域學科。它研究何謂认知，认知有何用途以及它如何工作，研究信息如何表现为感觉、语言、注意、推理和情感。其研究領域包括心理學、哲學、人工智能、神經科學、學習、語言學、人類學、社會學和教育學。它跨越相當多層次的分析，從低層次的學習和決策機制，到高層次的邏輯和策劃能力，以及腦部神經電路。「認知科學」這個詞是克里斯多福·龍格-希金斯在1973年評注一部關於當時人工智慧最新研究的著作萊特希爾報告時創造的。同10年內，《認知科學期刊》和認知科學學會相繼於美國加州成立。认知科学的基本要义是：理解思维的最好途径，是认识脑中的代表性结构，以及这些结构中发生的计算性过程。

## 介绍
认知科学是一种包括语言学、人类学、心理学、神经科学、哲学和人工智能等跨学科的新兴科学，其研究对象为人类、动物和人工智能机制的理解和认知，亦即能够获取、储存、传播知识的信息处理的复杂体系。认知科学建立在对感知、智能、语言、计算、推理甚至意识等诸多现象的研究和模型化上。

## 理论

### 层级分析

认知科学。从12点钟开始顺时针分别为语言学、神经科学、哲学、心理学、人类学、人工智能、教育。

认知科学有一个核心信条：只在单一的层级上进行研究，不可能彻底地理解精神和脑。举一个例子：你记住了一个电话号码，稍后把它复述出来。要理解这个过程，一种方法是通过直接的观察，所谓的“自然观察”：向一个人展示了一个电话号码，一段时间之后他将其复述出来，我们可以度量这其中的时间间隔。另一种度量认知能力的方法，就是在这个人记忆电话号码的同时，研究其每一个神经元的激发状况。单独使用以上的任意一种方法，都不能完全解释“记忆电话号码”这个过程。即使人类的技术已经可以实时定位每一个脑神经元的位置和激发状态，我们也无法由此得知，单个的神经元发放如何变成我们见到的人的动作。所以，我们需要理解两个层面如何互相关联。《具身心智——认知科学与人类经验》（The Embodied Mind: Cognitive Science and Human Experience）中这样讲到：“关于心智的新科学需要扩展其视野，既能够容纳活生生的人类经验，也能容纳人类经验可能有的固有变易。”可以对一个过程作功能性的层级划分，来实现这个想法。对一个特定现象作多层次的研究，会更好地理解脑中的过程如何上升为特定的行为。
大卫·马尔曾经给出过一个著名的三层次分析：
1. “计算理论”，说明计算的目标。
2. “描述与算法”，给出输入和输出的描述，以及算法是如何由输入得到输出；
3. “硬件实现”，算法和描述如何在物理上实现。

### 跨学科的本质
认知科学是一个跨学科领域，包含了来自各领域的贡献，包括心理学、神经科学、语言学、精神哲学、计算机科学、人类学、社会学和生物学。认知科学家和其他工作者共同努力，希望能够像其他科学一样，理解心智和它与周围世界的交互。所以，认知科学也有一个不取决于观察者的研究对象。认知科学常常被认为和物理学相一致，也会使用类似于模拟、概念模型等等科学方法，经常将模型输出和对应的人类行为相比较。也有人质疑，一个统一的认知科学是否存在，所以他们更倾向于使用复数形式的“cognitive sciences”。
许多（但不是所有）承认自己为认知科学家的人，都对心智持有一种功能主义的观点，认为智能是由其功能来定义的。任何系统，只要表现出智能状态所应有的功能，那么它就应该被认为是有智能的。根据功能主义的观点，甚至非人类的系统，例如其他物种、外星生物、甚至先进的计算机也可以被认为拥有智力。

### 心灵／大脑的同一论
心灵／大脑的本体论认为，不管思维还是智力，它们都扎根于大脑，而并不利用、依赖、或与非物质相互作用。尽管如此，大都认为离开大脑的组织来谈论思维的组织，也是合理的，而且认知科学家也并不仅仅是神经科学家。这是根据不同层次的分析来论证的。一个认知科学家可以在符号层次上断言说一个推理为正确，而神经科学家则在物理层次上来执行符号层次。请见中文房间辩论。

## 学科范围
认知科学包含非常广阔的领域，其中有和认知相关的许多不同方向的课题。然而，并非所有和心智或者智力的运作相关的课题都属于认知科学。社会与文化因素、情感、意识、动物认知、比较心理学和进化心理学常常因为其关键的哲学争议被排除在外或者不被重视。另一个认知科学试图回避的心智相关的课题是感质的存在，有关它的讨论有时会将其限定于哲学上的概念。也有一些认知科学的团体认为它是必不可少的课题，认为研究它们很重要。
以下是认知科学相关的一些主要课题方向。这个名单并不完整，但是它尽量覆盖认知行为的各个领域。

### 人工智能
人工智能（AI）研究机器的认知。AI的现实目标之一，就是用计算机实现人类的智能。在研究认知现象的过程中，计算机作为一种工具也被广泛使用。计算机模拟使用模仿的手段，来研究人类的智能是如何构成的。
关于应该如何理解心智，有两种不同的观点：一种观点认为它是由无数独立的、微小的元素（也就是神经元）的组合构成；另一种观点认为它是一些高级的结构，例如符号、构想、计划与规则的聚合。早期的研究者们使用联结主义对心智进行研究，而后继者们把研究重点转向了符号计算。从某个角度来说，这个争议可以理解为：“计算机是否可能不需要具体模拟人脑神经元的活动，就能模拟人脑的功能？”

### 注意
“注意”就是对重要信息的筛选。人脑每天被数以亿万的信息轰炸，必须设法从中找出真正需要处理的信息。注意力有时候被比作聚光灯，也就是人只能把灯光照向一组特定的信息。支持这个比喻的实验包括双耳分听实验（Cherry, 1957）和无意视盲的研究（Mack and Rock, 1998）。在双耳分听的实验中，被试的双耳分别听到不同的信息，并且被告知需要注意其中一边。实验结束后，询问被试者有关未注意的那一边的信息，被试者无法正确回答。

### 语言
学习与理解语言是一个极端复杂的过程。所有正常人类，都可以在生命的最初几年里熟练地学会语言。理论语言学领域的一个主要推动力，就是发现语言的抽象本质，这个本质使得语言能够以这种方式被人所学习。在研究脑如何处理语言的领域里，几个核心的问题是：（1）语言知识在何种程度上是天生的，何种程度上是习得的？（2）为何成年人学习第二语言比儿童学习母语要困难？（3）人类是如何理解自然语言的？
对于语言处理的研究，涵盖了从语音的声音模式到词义和整句意义的研究。语言学通常把语言现象分为正写法、语音学、音位学、词法学、语法学、语义学和语用学。语言的许多方面都可以通过这些学科或者它们的学科交叉来研究。
认知科学对于语言的研究和语言学领域紧密相连。语言学作为传统人文学科的一部分，包含了历史、艺术和文学的研究。最近50年来，越来越多的研究者将语言的学习和使用看作一种认知现象，关注的主要问题是语言是如何被习得和使用，以及它具体是如何构成的。语言学家发现，当人在组织一个结构非常复杂的句子时，他们明显不知道是何种规则构成了他们所说的话。所以，语言学家必须诉诸间接的方法来了解这些规则是什么，如果它真的存在的话。在任何情况下，如果言语真的由某种规则控制，这个规则也并没有在有意识的考虑中出现。

### 学习与发展心理
学习与心理发展，是我们逐渐获得知识和信息的过程。孩童出生时没有或者只有很少的知识（取决于我们如何定义知识），但是它们会迅速地学会语言、行走、以及识别人和物体。解释这其中的机制，就是学习和心理发展研究的目的所在。
发展认知研究的主要问题，就是在何种程度上这种能力是先天的，何种程度上是习得的。这个问题通常会放在先天与后天辩论的问题框架内。先天论者强调生物体的特征是由基因先天决定的，相反的，经验主义者强调这些能力是从环境中习得的。虽然众所周知，对于孩童的正常成长来说基因和环境输入都是必需的，但是关于基因信息如何指导认知发展，还存在一定的争论。在语言习得的研究领域中，一些人（例如史迪芬·平克) 认为蕴藏着通用语法的特定信息一定包含在基因中，然而其他人（例如Jeffrey Elman以及《先天性再思考》的其他作者)认为平克的观点在生物学上不成立。他们认为，基因决定了认知系统的框架，但是类似“语法如何运作”这样的特定事实，只能从经验中来学习。

### 记忆
我们使用记忆储存信息，以供之后使用。通常认为，记忆包含长期记忆和短期记忆。长期记忆可以将信息保留一段较长的时间（几天、几周、几年）。我们尚未知道长期记忆的实际容量上限。短期记忆可以在很短的时间尺度内保存信息（几秒或者几分）。
记忆还常常被划分为陈述性记忆和程序性记忆。陈述性记忆又分为语义记忆和情节记忆，分别指的是我们对于特定事实和知识的记忆，特定意义和经验的记忆。（例如“美国第一任总统是谁？”或者“4天前的早饭我吃了什么？”）程序性记忆是指我们对于动作和运动组合的记忆（例如怎样骑自行车），有时也被称作内隐记忆或者内隐知识。
和心理学家一样，认知科学家也研究记忆，但是更多关注于记忆是如何基于认知过程，以及认知和记忆之间的联系。例如，当人重新唤起一个忘记了很久的记忆时，经历了怎样的精神过程？或者再认（recognition，根据上下文或者其他迹象回想起记忆）与回忆（recall，唤回一个记忆，类似填空）的认知过程有何区别？

### 知觉与行为

奈克方块，错视之一例

错视。方块A的灰度和方块B是完全一致的。见棋盘阴影错觉。

知觉是从感官中提取并且以某种方式处理信息的能力。视觉和听觉是我们感知环境的两种最主要方式。视觉知觉研究中包含许多问题，例如：（1）我们何以能认出物体？（2）我们何以能够感知到连续的视觉环境，尽管我们任何时候都只能见到它的一小部分？研究视觉知觉的一个工具，就是观察人在看到错视图像时的行为。右边的奈克方块就是视知觉错觉的一个例子：这个方块可以被看成朝向两个不同的方向。
触-压觉、体感、嗅觉、味觉刺激的研究，也属于知觉研究的主题之下。
行为是系统的输出。对于人类来说，行为由运动反应来完成。空间计划和动作、语音的产生，以及复杂的运动动作都属于行为的一部分。

## 研究方法
认知科学研究会使用多种不同的方法。因为认知科学是高度跨领域的，所以它的研究通常会跨越多个学科范围，采用心理学、神经科学、计算机科学和系统论的研究方法。

### 行为实验
为了描述智力是如何构成的，需要先研究智力行为本身。这一类型的研究和认知心理学与心理物理学紧密相关。通过测量对不同的刺激的行为反应有何不同，可以帮助我们了解这些刺激如何起作用。Lewandowski和Strohmetz（2009）总结了在心理学中使用行为测量的创新方法，包括行为痕迹、行为观察和行为选择。行为痕迹是能够表明行为者存在的一系列证据，但是行为者并不在场（例如：停车场上的垃圾、电表的读数）。行为观察则是对相关行为者的直接目击（例如观察人与人之间坐的距离）。行为选择是人在两个选项之间的选择（例如投票的行为、选择对另一个参与者的惩罚）。
- 反应时间：展示刺激和得到适当的反应之间的时间，可以指示两个认知过程中的区别，也可以显示它们之间的本质区别。例如，如果一个搜寻任务中，搜索元素的增多对应着反应时间的延长，那么就说明搜寻的认知过程是串行而非并行的。
- 心理物理学反应：心理物理学实验是一种有历史的心理学技术，得到了认知心理学的改进。它们通常会包含对物理属性的判断，例如声音的响度。将个体之间的主观尺度与实际的物理测量相比较，可以展示认知或者感觉造成的偏差。一些例子有：
  - 颜色、音调、质地等等的异同判断。
  - 颜色、音调、质地等等的阈值不同。
- 眼动追踪： 这个方法可以用来研究很多不同的认知过程，通常是和视知觉与语言过程相关。眼睛的停顿点和个体的注意焦点有关，所以，通过追踪眼球的运动，我们就可以得知特定时刻所获得的信息。眼球追踪让我们可以研究极短时间尺度内的认知过程。眼球的运动反应了任务进行中的即时反应，提供了决策进行方式的一些洞见。

### 脑成像

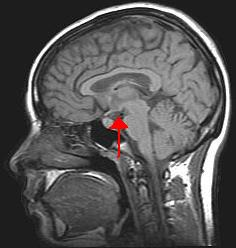
人类头部与脑的图像。箭头指出了下丘脑的方位。

脑成像技术可以分析执行不同任务时的脑活动，让我们把行为和脑部功能对应起来，从而理解信息如何运转。不同的成像技术拥有不同的时间分辨率和空间分辨率。脑成像技术常常用于认知神经科学。
- 单光子发射计算机断层扫描（英语：Single photon emission computed tomography）和正电子发射计算机断层扫描：SPECT与PET将放射性同位素注入对象的血管，使其进入脑部。通过观测脑部不同区域的放射性同位素分布，可以判断脑的哪一部分更活跃。PET的空间分辨率和fMRI类似，但是时间分辨率极差。
- 脑电图：EEG通过将许多电极接入对象的头皮，来测量大量神经元发放所形成的电场。该技术的时间分辨率极高，但是空间分辨率相对很低。
- 功能性磁共振成像：fMRI测量流经脑部不同区域的相对血氧浓度。血液中较高的含氧量应该对应着该区域的神经活动增加。该技术使得我们可以定位不同脑区的特定功能。fMRI具有中等的空间与时间分辨率。
- 光学医学成像（英语：Optical imaging）：该技术使用红外传感器来接收某个脑区域附近的血液反射光。因为富含氧和缺少氧的血液反射光线情况不同，就可以依此研究哪部分脑区更活跃（也就是流经更富氧的血液）。光学医学成像具有中等的时间分辨率，但是空间分辨率较差。它的优点是它非常安全，可以用来研究婴儿的脑。
- 脑磁图（英语：Magnetoencephalography）：MEG用以测量神经兴奋活动产生的磁场。它和脑电图类似，但是它的空间分辨率比脑电图好，因为磁场不会像电场那样因为头皮和脑膜而减弱或模糊。MEG使用超导量子干涉仪（SQUID）来探测微弱的磁场。

### 计算机模型

一个2层的神经网络。

计算机模型需要将一个问题数学化、逻辑正规化地描述。计算机模型可以用来模拟、验证智能的各种属性，帮助我们特定认知现象的功能结构。认知模型有两种基本方法：第一种着眼于抽象的心智能力，使用符号操作；另一种模拟人脑的神经元及其联结，称为亚符号模型。
- 符号模型的技术和哲学图像都是由计算机科学中的知识推理系统（英语：Knowledge-based systems）演化而来，例如所谓的“美好的旧式人工智能（GOFAI）”。它们由最早一批认知研究者发展出来，后来使用在了专家系统的信息工程中。直到1990年代早期，它被系统发展为功能性的类人智能模型，例如personoid（英语：personoid）以及同时开发的Soar（英语：Soar）环境。
- 亚符号模型包含了联结主义，它的基本思想是人脑由许多微小的元素组成，脑的能力首先取决于这些点的存在及其连接方式。神经网络是这一方法的典型实践。有一些批评意见认为，当这一模型用于真实生物系统的运作时缺乏解释能力，因为即便一个简单规则的联结都需要复杂的系统来完成，其解释力常常并不好。

其他流行的方法包括动力系统理论，以及将符号模型和联结主义模型结合起来的神经-符号结合模型。还有贝叶斯模型，通常在机器学习中使用，也变得越来越受欢迎。
以上的这些方法，正在被整合为一个关于整合-抽象智能的整体计算模型，用于解释和改进个体和社会的理性决策与推理。

### 神经生物学方法
借用神经生物学和神经心理学的研究方法，可以帮助我们理解智能行为如何在物理系统中运作。
- 单细胞记录（英语：Single-unit recording）
- 经颅直流电刺激（英语：Transcranial direct current stimulation）
- 模式生物
- 死后研究（英语：Postmortem studies）

## 主要成就
认知科学产生了人类认知偏误与风险预测的许多模型，影响了行为经济学的发展。它也产生了很多数学哲学和人工智能、说服、约制等领域的新理论，在语言哲学和知识论（理性主义的现代版本）中占有一席之地，成为了语言学的一个重要分支。认知科学领域的研究，影响了我们对脑的特定功能系统（与功能缺损）的理解，包括语言生成到听觉过程和视觉过程等等。认知科学的进展帮助我们理解，脑部特定区域的损毁会对认知造成何种影响，并且帮助我们了解一些失衡症的原因，例如失读症、视力缺失与半侧空间忽略。

## 历史
认知科学的相关历史可以追溯到古希腊哲学家的文字，例如柏拉图的美诺篇和亚里士多德的灵魂论，以及诸如笛卡尔、大卫·休谟、伊曼努尔·康德、巴鲁赫·斯宾诺莎、尼古拉·马勒伯朗士, 皮埃尔·卡巴尼斯、莱布尼茨与约翰·洛克的著作。然而，尽管他们对心智的哲学发现和心理学的产生与发展作出了巨大贡献，他们所使用的工具与核心理念却和认知科学家截然不同。
现代意义上的认知科学可以追溯到1930-1940年代的早期控制论者，例如沃伦·麦卡洛克和瓦尔特·皮茨，他们试图寻找心智的组织规律。麦卡洛特和皮茨发展了我们今天称为人工神经网络的最早版本，来源于生物神经网络结构的计算模型。
认知科学的另一个前驱，是1940-1950年代计算理论和电子计算机的早期发展。艾伦·图灵和约翰·冯·诺伊曼是这些发展中的关键人物。冯·诺伊曼结构的现代计算机在认知科学中扮演了中心角色，既是对心智的模仿，也是研究的工具。
第一个在研究机构里进行的认知科学实验在MIT斯隆管理学院进行，由J.C.R.利克里德和社会心理学系完成，使用计算机的记忆来模拟人类的认知。
1959年，诺姆·乔姆斯基发表了一篇对于伯尔赫斯·弗雷德里克·斯金纳的《言语行为》的批评，而这时斯金纳的行为主义主导着心理学界。大部分的心理学家关注与刺激和反应之间的联系，而忽略了内在表征。乔姆斯基认为，为了解释语言的存在，需要生成语法的理论，它不仅仅将语言的生成归于内在表征，还指出了其中潜藏的规则。
认知科学（cognitive science）这个词，是由H.克里斯托夫·龙格·希金斯于1973年对于描述当时人工智能研究状况的莱特希尔报告的评论中提出的。在1970年代，《认知科学》（Cognitive Science）期刊和认知科学学会创立。认知学会的创立大会与1979年在加利福尼亞大學聖地牙哥分校举办，使得认知科学成为了世界性视野的学科。1982年，瓦萨学院成为世界上第一个招收认知科学研究生的机构。1986年，在加利福尼亞大學聖地牙哥分校建立了世界上第一个认知科学系。
在1970年代和1980年代早期，许多认知科学的研究者们专注于人工智能的可能性。像马文·闵斯基这样的研究者编写了像LISP这样的计算机语言，期望将人类做决定、解决问题等等行为的步骤，严格地加以界定，以理解人类如何思考，以及创造人工的心智。这个方向的研究被称为“符号AI”。
之后，符号AI研究程序的局限性渐渐显现。例如，要用符号化的计算机程序将人类知识囊括进一个表格里，几乎是不可能完成的任务。神经网络和联结主义作为研究范式在1980年代末和1990年代兴起，通常归功于詹姆斯·麦克兰德和大卫·鲁梅尔哈特。这种观点认为心智可以被看做一组复杂的联结，表现为层状的网络。有批评认为对于许多现象来说符号模型更为成功，而联结模型通常过于复杂而解释力低下。目前，符号主义与联结主义模型正在融合，以期待享有两种解释方式的优势。